# Spilosoma papyratia
Spilosoma papyratia är en fjärilsart som beskrevs av Marsh. 1791. Spilosoma papyratia ingår i släktet Spilosoma och familjen björnspinnare. Inga underarter finns listade i Catalogue of Life.